# Level Mountain
Vous lisez un « bon article » labellisé en 2019.
Pour les articles homonymes, voir Level.
Level Mountain est un massif volcanique situé en Colombie-Britannique, dans l'Ouest du Canada, dans une région isolée du plateau Stikine, dans les montagnes Intérieures. Son nom lui vient de ses pentes généralement douces, qui s'étendent sur environ 70 kilomètres de long pour 45 kilomètres de large, à l'exception de son centre formé par des reliefs plus prononcés qui culminent à 2 166 mètres d'altitude au pic Meszah, seul sommet nommé du massif. Level Mountain fait partie de la province volcanique de la cordillère septentrionale. Elle est constituée par un volcan bouclier, vieux de près de quinze millions d'années, que surmonte un stratovolcan érodé de près de sept millions d'années, la transition entre les deux édifices se trouvant aux environs de 1 400 mètres d'altitude. Des dômes de lave se sont formés à une époque plus récente. Ce volcanisme complexe est responsable de la grande variété de roches volcaniques du massif. Il comporte encore des parts d'inconnu en raison des études rares et anciennes et du manque de suivi. Plusieurs glaciations se sont produites depuis cinq millions d'années ; elles sont à l'origine des vallées en auge sur les flancs du massif et d'autres formations glaciaires indiquant une concomitance avec des phases éruptives importantes.
Les précipitations sont relativement modérées mais les températures sont souvent rigoureuses. La neige s'accumule essentiellement sur les pentes intermédiaires et les cycles de gel contribuent au phénomène de cryoturbation des sols. Ces conditions sont un frein au déplacement de la plupart des espèces animales entre les différents étages altitudinaux du massif. Ceux-ci se composent de pinacées et de bétulacées en dessous de 1 200 mètres, d'un étage subalpin dominé par le Bouleau nain jusqu'à 1 540 mètres d'altitude puis d'un étage alpin couvert de toundras alpines jusqu'aux sommets.

## Toponymie
Le nom de Level Mountain (littéralement « montagne à niveau ») lui vient de ses pentes douces. Il est adopté officiellement le 21 décembre 1944 selon le Summary Report, 1925, Part A du ministère des Mines du Canada. Il apparaît sur la carte 104/NE du Système national de référence cartographique mais est remplacé par le nom Level Mountain Range le 14 août 1952 sur la carte 104J. En effet, Level Mountain introduit une confusion parmi les cartographes. Pourtant, en 1948, H. S. Bostock spécifie dans son rapport Physiography of the Canadian Cordillera, With Special Reference to the Area North of the Fifty-Fifth Parallel que Level Mountain est un petit chaînon montagneux sur le plateau Nahlin, désignant par-là le groupe de pics escarpés au sommet du volcan. Quoi qu'il en soit, Level Mountain demeure le nom localement utilisé pour l'intégralité du massif.

## Géographie

### Situation
Level Mountain est située dans l'Ouest du Canada, dans le Nord-Ouest de la province de Colombie-Britannique, dans le district régional de Stikine. Dease Lake se trouve à une soixantaine de kilomètres à l'est, tandis que la ville la plus proche, Juneau, dans l'État d'Alaska, est à 200 kilomètres environ à l'ouest, sur les côtes du golfe d'Alaska, et que Vancouver, la plus grande ville de la province, est à 1 500 kilomètres au sud-sud-est. Level Mountain se trouve sur le plateau Nahlin, au sein du plateau Stikine, dans les montagnes Intérieures,,.

### Topographie

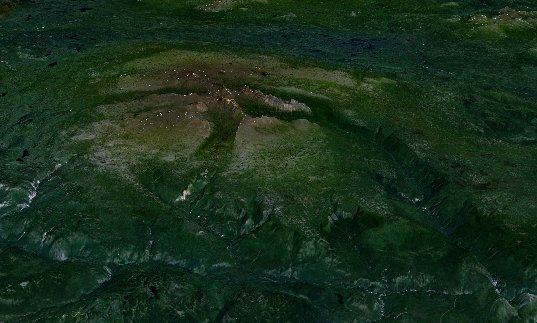
Image de synthèse représentant Level Mountain depuis le sud, avec ses vallées glaciaires entrecoupant le volcan bouclier et, au premier plan, les gorges du Stikine.

Level Mountain est un volcan s'étendant sur 1 800 à 3 000 km2 sur environ 70 kilomètres du nord-ouest au sud-est pour 45 kilomètres du sud-ouest au nord-est,. Il a un volume de 860 km3, ce qui en fait le plus imposant de la région. Surmontant à leur base un relief relativement peu prononcé, les arêtes et les pics se dressent au-dessus de 1 500 mètres ; ils deviennent plus raides au-dessus de 2 000 mètres et culminent au pic Meszah, à 2 166 mètres d'altitude,, seul sommet nommé du massif. Celui-ci possède une isolation topographique de 66 kilomètres par rapport à Metlatulin Mountain (2 252 m), à l'ouest dans les chaînons Boundary de la chaîne Côtière. Le massif est entaillé de façon radiale par plusieurs vallées glaciaires parcourues par des torrents. Parmi ceux-ci, les Kaha, Lost, Matsatu, Kakuchuya et Dudidontu Creeks, au nord et à l'ouest du massif, alimentent la rivière Nahlin appartenant au bassin du fleuve Taku ; la Little Tuya River, à l'est, par le biais de la rivière Tuya, ainsi que le Beatty Creek, le Bear Creek et la Little Tahltan River, au sud, par le biais de la rivière Tahltan, appartiennent au bassin du fleuve Stikine,,. Ce dernier forme l'exemple le plus imposant parmi les gorges présentes en marge du massif. Les rebords sud et ouest du massif forment un escarpement tandis que les limites nord et est sont moins prononcées.

### Géologie
Le modèle géologique le plus couramment retenu pour expliquer l'origine de la province volcanique de la cordillère septentrionale, anciennement appelée « ceinture volcanique de Stikine », est celui d'un proto-rift créé dans la plaque nord-américaine par extension de la croûte terrestre. La présence de xénocristaux d'olivine, de pyroxène et de spinelle dans les roches magmatiques de Level Mountain vient renforcer l'origine mantellique supérieure du volcanisme. Le plancher de la province est constitué par l'empilement de quatre terranes. Alors que la lithosphère continentale s'étire, les roches se fracturent le long de failles parallèles à l'axe du rift. Le magma, généralement mafique, remonte et produit des coulées de lave mais, lorsqu'il devient plus visqueux, des éruptions explosives peuvent survenir. Ce volcanisme apparaît 20 millions d'années BP sous forme de basalte alcalin dans le Yukon occidental. Il se répand et donne naissance à des volcans boucliers, des dômes de lave, des stratovolcans et des cônes volcaniques. Localement, des volcans sous-glaciaires se mettent en place.

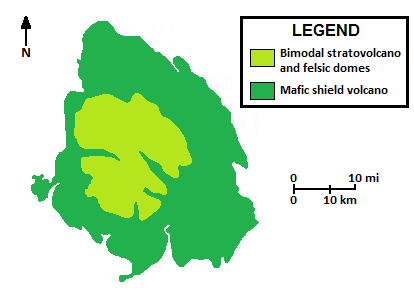
Schéma structurel de Level Mountain avec le volcan bouclier en vert foncé et le stratovolcan en vert clair.

Level Mountain est constituée de deux édifices : un vaste volcan bouclier surmonté par un stratovolcan érodé. Le premier s'élève entre 900 et 1 400 mètres d'altitude, en moyenne, légèrement au-delà de la limite des arbres,. Il repose sur un socle de roches magmatiques et, dans une moindre mesure, sédimentaires, associées à la terrane de Stikinia,. Il chevauche deux failles majeures d'orientation nord-ouest actives au Mésozoïque et au Cénozoïque. La faille de King Salmon représente la frontière géologique entre les roches de l'arc insulaire Stikinia et celles de la lithosphère océanique de la terrane de Cache Creek. La faille de Nahlin s'étend sur une centaine de kilomètres jusque dans le Sud du Yukon. Le volcan bouclier présente quatre unités stratigraphiques distinctes dominées par de fines coulées de lave mafique et entrecoupées par des brèches, des tufs et des sédiments d'origine fluviale, lacustre ou glaciaire. Chacune des coulées de lave, ou séquences, qui composent les unités stratigraphiques, a une épaisseur de deux à trois mètres en moyenne mais allant d'un à dix mètres. Le second édifice s'élève essentiellement au-dessus de 1 400 mètres d'altitude. Il a un diamètre de vingt kilomètres environ. Malgré leur nature felsique, riches en silice, les laves qu'il émet conservent une remarquable fluidité. Au total, vingt centres éruptifs distincts sont identifiés sur Level Mountain.

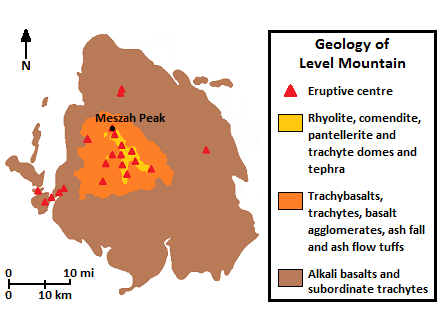
Schéma des roches volcaniques et centres éruptifs de Level Mountain.

Level Mountain est composée de plusieurs types de roches avec des compositions chimiques variables. Le volcan bouclier comprend de l'ankaramite et du basalte alcalin. Ce dernier forme des coulées de lave en colonnes ou vésiculaires, des dykes et des scories, tandis que l'ankaramite se présente sous la forme de coulées de lave foncées avec quelques colonnes. Le stratovolcan est constitué de trachy-basaltes à phénocristaux ou agglomérés, de phonolites vésiculaires ou à ponces, de trachytes, de pantellérites, de comendites à l'origine de tunnels de lave et de rhyolites en dômes de lave, sous la forme de dykes, de tufs soudés, de rétinite, de neck, de laccolite et de coulées de lave.
Plusieurs glaciations se sont produites à Level Mountain depuis 5,3 millions d'années, comme en témoigne la présence d'importantes stries glaciaires jusqu'à 1 675 mètres d'altitude, mettant en évidence le fait que le massif ait été partiellement recouvert à plusieurs reprises, jusqu'à la fin de la dernière période glaciaire, environ 12 000 ans BP. Les vallées glaciaires ont été creusées dans les flancs du stratovolcan durant cette période. Des dépôts fluvioglaciaires, des tills, des blocs erratiques, des lahars, des reliefs de type tuya et des laves en coussins sont autant d'indices montrant la simultanéité du volcanisme et de glaciations. Il est possible que des sources géothermiques aient eu une influence sur la dynamique de la calotte glaciaire locale, à l'instar de l'Islande. Des phénomènes périglaciaires se mettent en place au-dessus de 1 250 mètres d'altitude. La cryoturbation se produit sur des terrains plats ou des faibles pentes alors que les pentes les plus fortes sont soumises à la cryoclastie et à la solifluxion. Le soulèvement tectonique du massif se poursuit et explique en partie le développement des vallées fluviales sur son pourtour,,. Les basaltes alcalins présents au sud du lac Kennicott et de la rivière Tahltan, sur le plateau Tahltan, sont des roches allochtones issues de l'érosion du volcan bouclier.
Level Mountain présente une variété de sols. Au niveau des sommets, ils sont peu profonds, grossiers, fortement texturés, drainés, et ont pour origine l'altération de la roche-mère. Ils sont acides, xériques et possèdent peu voire pas d'horizon. Au niveau de la partie intermédiaire du massif, affectée par la cryoturbation, les matériaux grossiers ont été séparés les uns des autres sous forme de polygones. En surface, le sol est fortement acide et devient moyennement voire peu acide vers cinquante centimètres de profondeur. À la base du volcan bouclier, le sol s'est développé sur un substrat fluvioglaciaire avec une granularité relativement fine et présente une nature argileuse. Au sud du massif, les sols organiques sont très peu drainés.

### Climat
Le plateau Nahlin se trouve dans l'ombre pluviométrique de la chaîne Côtière, laquelle atténue les vents dominants d'ouest et absorbe une grande partie des précipitations. Les hivers sont longs et froids tandis que les étés sont courts et frais. Des incursions de masses d'air polaires peuvent subvenir à toute période de l'année. En raison de son profil doux, les différences climatiques sur Level Mountain sont peu prononcées d'un versant à l'autre, en particulier des parties basses à moyennes du massif. Le principal facteur de différences est le gradient thermique adiabatique, qui influence les températures, le niveau de précipitations et la vitesse du vent en fonction de l'altitude. Il tombe en moyenne 350 mm par an, essentiellement en été. Ces précipitations se produisent à 55 % sous forme de neige, principalement jusqu'à fin avril, soit des hauteurs cumulées de 190 cm au sol. Au-delà de 1 700 mètres d'altitude, la pente plus raide et le vent plus vigoureux contribuent à dégager les arêtes neigeuses plus rapidement que sur les parties intermédiaires où le drainage est moindre, les accumulations de neige importantes et le gel plus fréquent, pouvant mener à un phénomène d'inversion de température. De fin mai à début juin, les conditions météorologiques deviennent instables en raison de vents dominants de sud soufflant entre trois et quatre mètres par seconde en moyenne.

### Faune et flore

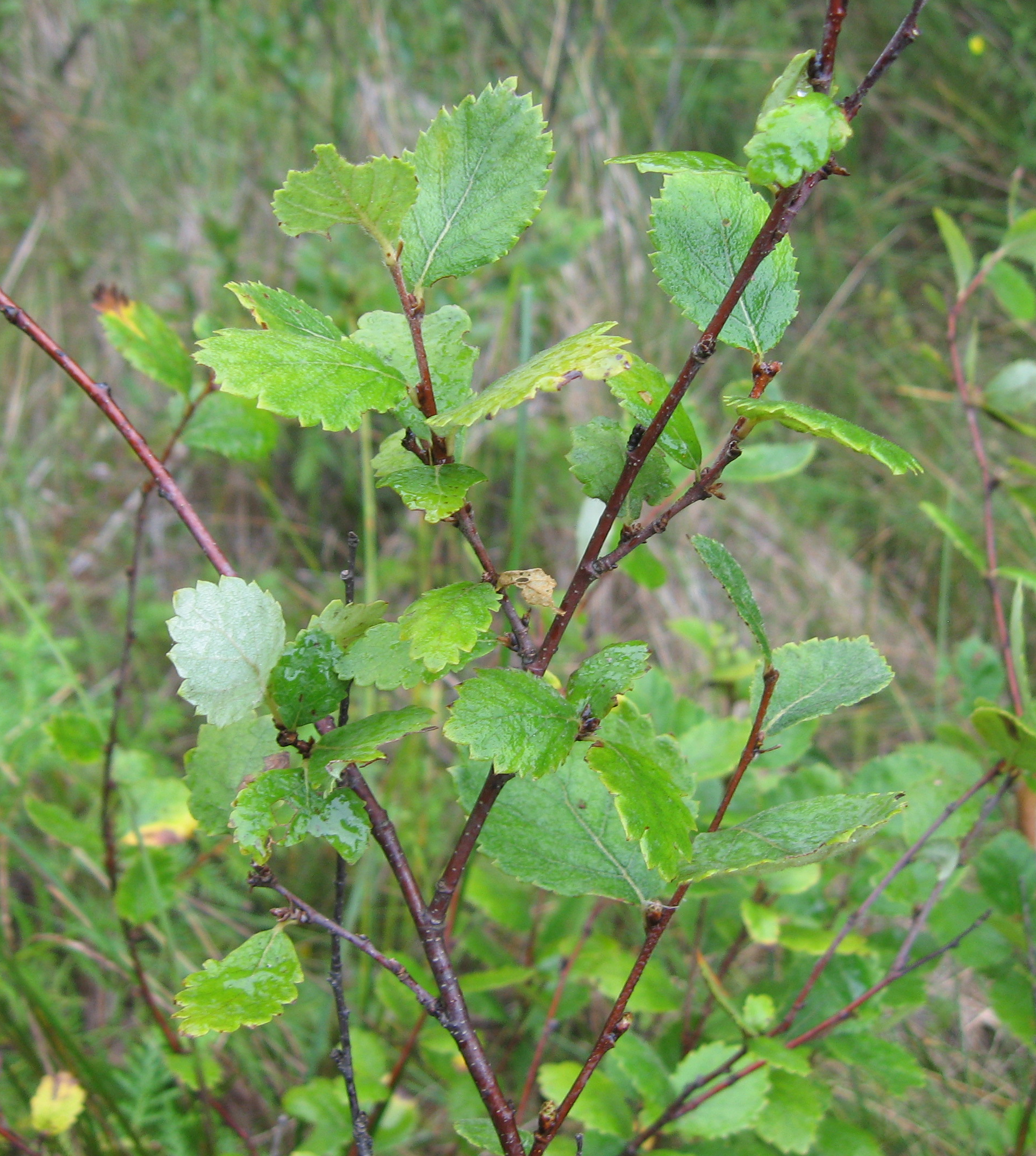
Spécimen de Bouleau nain (Betula pumila), espèce répandue sur les différents étages de Level Mountain.

Level Mountain présente trois étages de végétation. Le premier, en dessous de 1 200 mètres d'altitude, est dominé par des espèces de pinacées et de bétulacées. Le Pin tordu (Pinus contorta) est associé à des groupements de Raisin-d'ours commun (Arctostaphylos uva-ursi), de Bouleau nain (Betula pumila), de Fétuque de l'Altaï (Festuca altaica) et de diverses mousses. Des forêts d'Épinette blanche (Picea glauca) et de Pin tordu sont présentes sur le versant septentrional. L'Épinette blanche sert de couvert au Thé du Labrador (Rhododendron groenlandicum), à la Petite airelle (Vaccinium vitis-idaea), à l'Airelle gazonnante (Vaccinium cespitosum). Le Bouleau nain occupe les vallées fluviales alors que les zones humides sont couvertes de sphaignes et de Tomenthypnum nitens. L'étage subalpin, entre 1 200 et 1 540 mètres d'altitude, est soumis à un climat rigoureux et dispose d'une courte saison de croissance. Le Bouleau nain est l'espèce dominante, formant une large couverture continue. Les forêts de Sapin subalpin (Abies lasiocarpa) ont été largement soumises aux incendies et sont désormais cantonnées au versant septentrional du massif. L'étage alpin, au-delà de 1 540 mètres d'altitude, au-dessus de la limite des arbres, consiste principalement en des toundras alpines. Le Pâturin arctique (Poa arctica), le Saule herbacé (Salix herbacea), la Fétuque de l'Altaï, l'Armoise arctique (Artemisia arctica), des espèces de pédiculaires, ainsi que des lichens et des mousses sont répandus. Le Bouleau nain s'y trouve également sous sa forme la plus basse dans la limite inférieure de cet étage. Sur les pentes rocheuses des pics centraux, les plantes communes sont des cypéracées, la Saxifrage épineuse (Saxifraga bronchialis), la Saxifrage des ruisseaux (Saxifraga rivularis) et le Silène acaule (Silene acaulis). Sur les crêtes ventées se trouvent également la Cobrésia queue-de-souris (Carex myosuroides) et le Carex à petites soies (Carex microchaeta).
Ces habitats abritent plusieurs espèces animales, parmi lesquelles l'Ours brun (Ursus arctos), le Loup gris (Canis lupus), le caribou (Rangifer tarandus), l'orignal (Alces americanus), la Chèvre des montagnes Rocheuses (Oreamnos americanus), le Mouflon de Dall (Ovis dalli), le Labbe à longue queue (Stercorarius longicaudus), le Lagopède alpin (Lagopus muta), le Lagopède des saules (L. lagopus), le Lagopède à queue blanche (L. leucura) et la Harelde kakawi (Clangula hyemalis). Le loup occupe essentiellement les vallées mais fréquente l'étage alpin pour chasser. Il y côtoie alors l'ours brun, potentiel prédateur des jeunes caribous. L'accumulation de neige représente une difficulté, tant pour les herbivores que pour les espèces carnivores. Les caribous de Level Mountain font partie d'une vaste population qui s'étend à l'ouest de la rivière Dease et du nord du fleuve Stikine jusqu'au Yukon. Toutefois, en raison d'un faible recrutement, la population est considérée en déclin.

## Histoire

### Histoire éruptive
Alors que le volcanisme de la province volcanique de la cordillère septentrionale est sporadique entre 20 millions et 15 millions d'années BP, il s'accroît subitement au moment de la naissance de Level Mountain, 14,9 millions d'années BP,, avec un volume de matériaux émis de 0,000 1 km3 par an. Lors de la phase initiale de volcan bouclier, de fines coulées de lave mafique s'épanchent sur une ancienne surface érodée. Les éruptions suivantes émettent d'importantes quantités de lave, de types effusifs pāhoehoe et ʻaʻā, depuis des cônes volcaniques principaux ou adventifs, dans toutes les directions, sur de grandes distances, donnant à l'édifice sa forme de bouclier,. Chronologiquement, les unités stratigraphiques qui composent le volcan bouclier ont une épaisseur de 53 mètres, 107 mètres, 76 mètres et enfin 122 mètres. Cette phase s'achève 6,9 millions d'années BP.
La seconde phase correspond à un volcanisme bimodal qui conduit à la formation du stratovolcan. Elle commence dès 7,1 millions d'années BP. Elle correspond à une nouvelle hausse du volume de matériaux émis dans la province volcanique, lequel atteint 0,000 3 km3 par an. La forte variation de la composition chimique de la lave et la diversité des cônes secondaires contribuent à la mise en place, par-dessus le volcan bouclier, d'un édifice volumineux et pouvant atteindre 2 500 mètres d'altitude à l'emplacement actuel des sources du Kakuchuya Creek,. Des éruptions explosives émettent des cendres, parfois sous la forme de nuées ardentes, ce qui n'empêche pas la formation de coulées de lave d'une longueur atteignant sept kilomètres. Cette phase se termine 5,3 millions d'années BP.
L'érosion glaciaire qui se produit au début du Pliocène, est suivie, de 4,5 à 2,5 millions d'années, par une phase de formation de dômes felsiques permise par la plus grande viscosité de la lave. Ils se forment dans les vallées glaciaires et approchent les 100 000 000 m3. Cette phase correspond à une accalmie au niveau du volume de matériaux émis dans la province volcanique.
Par la suite, l'activité volcanique a perduré au Pléistocène. Elle s'est produite au sommet du volcan et attestée par les dépôts glaciaires. La formation du pic Meszah date de cette époque. La possibilité d'éruptions à l'Holocène, notamment au niveau de petits cônes basaltiques au sommet, ne fait pas consensus parmi les scientifiques, en raison de l'importante érosion et du manque d'échantillons datés. Aussi, l'âge de la dernière éruption n'est pas déterminé avec précision. Les traces d'éruptions les plus contemporaines sont confirmées au pic Meszah et à ses environs immédiats, ainsi que sur des crêtes à quatorze kilomètres au sud-est et dix kilomètres au sud-sud-ouest de celui-ci. La présence d'une forme de tuf calcaire au sud du massif pourrait suggérer l'existence d'une source chaude en lien avec le volcanisme de Level Mountain. En tout état de cause, le volume de matériaux émis dans la province volcanique reste constant au Quaternaire, avec 0,000 1 km3, et au sein de celle-ci Level Mountain présente la plus grande longévité d'activité, bien que des phases de repos d'un million d'années ne soient pas à exclure.

### Histoire humaine
En 1891-1892, la Compagnie de la Baie d'Hudson trace une piste de la confluence entre les rivières Sheslay et Hackett aux pentes sud-ouest de Level Mountain. Elle y achève en 1898 la construction du poste de traite Egnell, nom donné en l'honneur d'Albert Egnell, son attendant,. Après un hiver, Egnell constate qu'il n'y a aucun commerce à effectuer dans la région et abandonne le poste. Il meurt le 22 juin 1900, cinq jours après avoir reçu un tir accidentel à la jambe par son fils McDonald ; il est enterré au poste Liard près de la confluence de la rivière Dease. Au début des années 1900, le poste Egnell sert de station de repère sur les 3 100 kilomètres de la ligne télégraphique du Yukon, reliant Ashcroft à Dawson City,. Une petite colonie, consistant en une mission et quelques autres bâtiments, est établie sur ce site en 1944 et nommée Sheslay ; elle est désormais abandonnée.
La géologie de Level Mountain est étudiée pour la première fois durant l'été 1925 par des experts de la Commission géologique du Canada, parmi lesquels G. M. Dawson, W. A. Johnston et F. A. Kerr. Malgré le temps restreint, ils font des observations sur la composition des roches, sur leur datation et sur leur stratigraphie. Ces travaux font l'objet d'une publication par le ministère des Mines du Canada l'année suivante. Le massif est cartographié en 1956 durant l'opération Stikine, dirigée par le volcanologue Jack Souther, à l'aide d'un hélicoptère Bell stationnant au bord du fleuve Stikine,. En 1962, une nouvelle cartographie effectuée par Jack Souther et Hubert Gabrielse met en évidence différentes séquences de laves. Dans les années 1970, T. S. Hamilton étudie à son tour le massif ; il réalise une carte détaillée et rédige la première étude pétrochimique des laves.

## Activités

### Accès

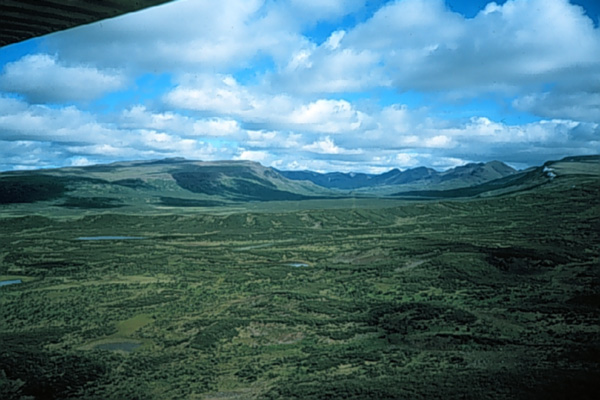
Vue aérienne en enfilade d'une vallée glaciaire de Level Mountain et un plateau au premier plan.

Level Mountain se trouve dans une région isolée dépourvue de route d'accès. La voie la plus proche est une piste terrassée reliant Dease Lake à Telegraph Creek qui s'approche à cinquante kilomètres au sud-est du massif,. Ainsi, de Telegraph Creek ou du ranch Day, il est accessible après une marche d'une trentaine de kilomètres. La piste du télégraphe du Yukon est également encore praticable, à pied, à l'ouest du massif. Elle traverse Sheslay, qui est pourvu d'une piste d'atterrissage pour avions légers. Il est aussi possible de poser des hydravions à flotteurs sur les petits lacs Ketchum, au sud-ouest, Hatin, au nord-ouest, et Granite, au nord-est,. Enfin, un service d'affrètement d'hélicoptères est disponible à Dease Lake, permettent de se poser directement sur le massif. Le plateau volcanique est facile à traverser à cheval ou en randonnée pédestre, lorsqu'il est libre de neige de juin à septembre, à l'exception de zones humides au sud du massif.

### Évaluation et prévention des risques
À l'instar des autres volcans de la province volcanique de la cordillère septentrionale, le suivi volcanologique de Level Mountain par la Commission géologique du Canada est insuffisant pour évaluer avec précision son activité magmatique. Le réseau sismographique national du Canada, établi afin d'enregistrer les tremblements de terre dans le pays, est trop distant pour fournir une indication précise. Il pourrait percevoir une hausse des séismes en cas d'activité brutale, mais il n'établirait une alerte que pour une éruption importante. Il se pourrait que la détection ne soit effectuée qu'une fois l'éruption déclenchée. Toutefois, il existe des procédures afin d'organiser les secours en cas d'éruption. Le Plan inter-agences d'avis d'événement volcanique a pour but de présenter la procédure d'avis mise en place au sein de quelques-unes des principales agences concernées par les mesures d'intervention en cas d'éruption volcanique au Canada, à proximité des frontières canadiennes, ou d'une telle ampleur que l'éruption aurait des incidences sur la population canadienne.
Les bordures du plateau volcanique de Level Mountain sont exposées à des risques de glissements de terrain, en particulier au niveau des escarpements sud et ouest où des strates de tufs et autres roches agglomérées, riches en argile, déstabilisent les coulées basaltiques. Des vestiges de coulées de boue, comme ceux du versant oriental des gorges de la Little Tahltan, d'un volume de 60 000 m3, ou ceux du Beatty Creek, sont visibles sur le pourtour du plateau.